# Jasna Góra

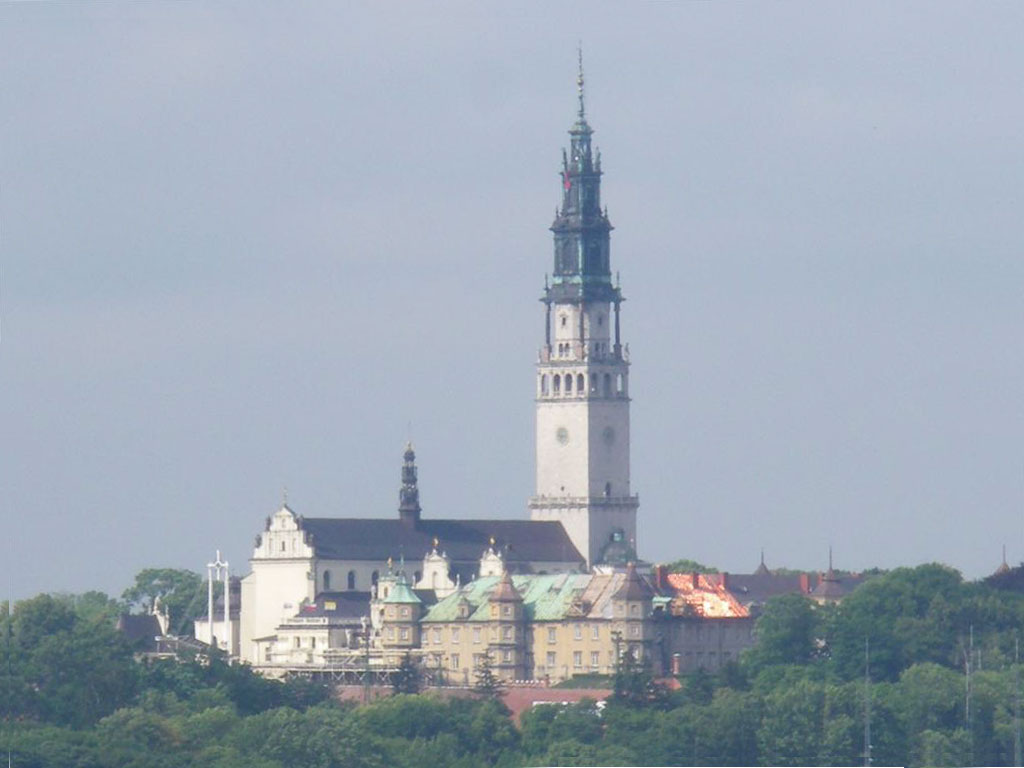
Paulinerkloster auf dem Jasna Góra in Częstochowa

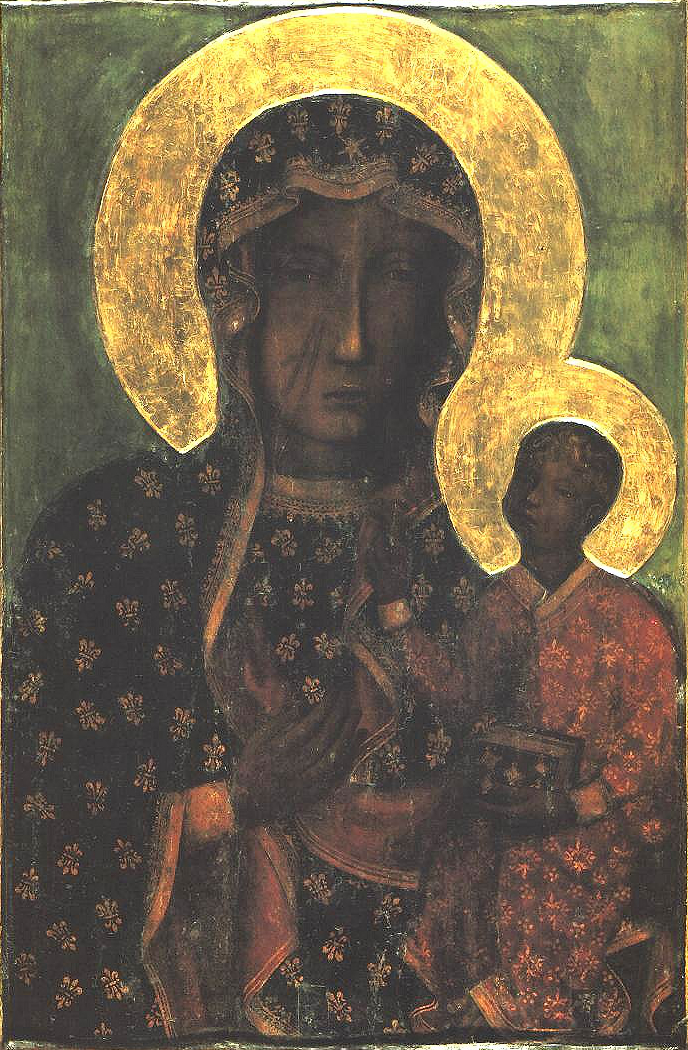
Schwarze Madonna von Tschenstochau

Jasna Góra (deutsch: Klarenberg oder Heller Berg, lateinisch: Clarus Mons) ist einer der bedeutendsten Wallfahrtsorte der römisch-katholischen Kirche inmitten der Stadt Częstochowa (Tschenstochau) in der Woiwodschaft Schlesien in Polen. Hier befindet sich im Paulinerkloster mit der Ikone der Schwarzen Madonna von Tschenstochau das größte Marienheiligtum Mitteleuropas, das zugleich das wertvollste Nationalheiligtum der Polen ist und jährlich von drei bis vier Millionen Menschen besucht wird.

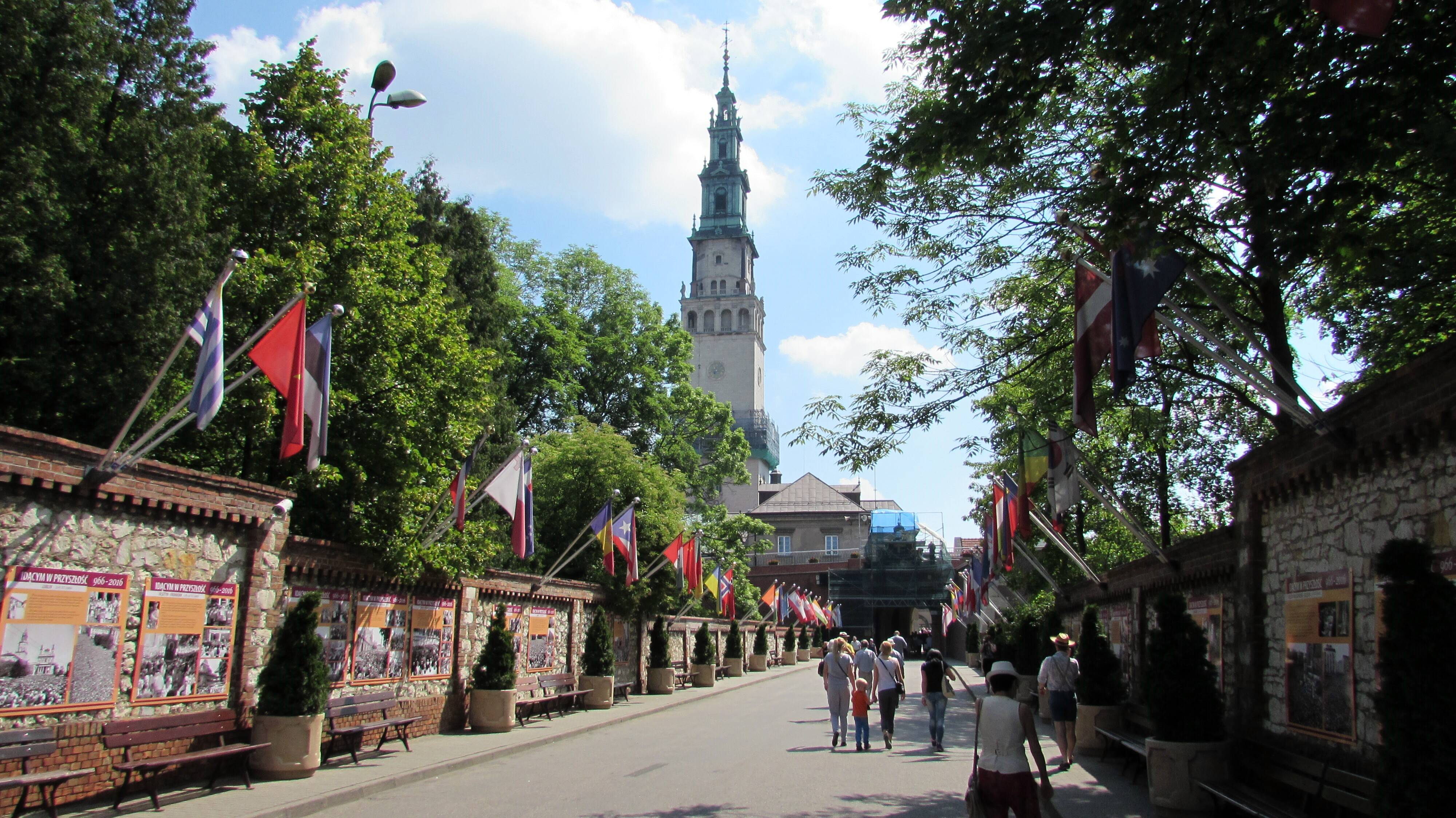
Der Zugang zur Kirche

## Geschichte

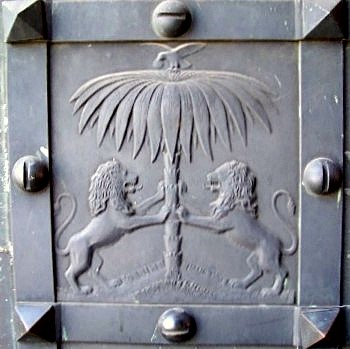
Wappen der Pauliner auf der Tür

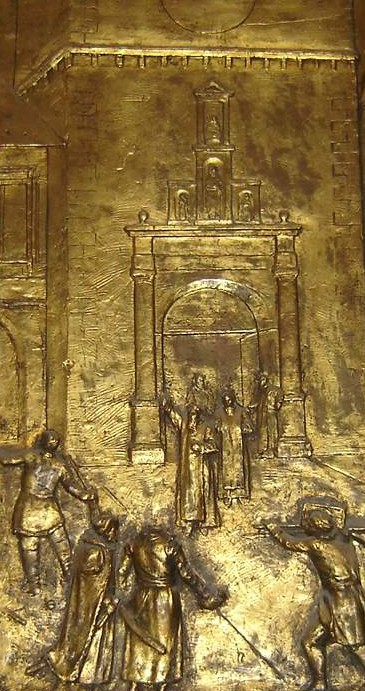
Verteidigung Jasna Góra 1655, Basrelief aus dem Rittersaal, 19. Jahrhundert

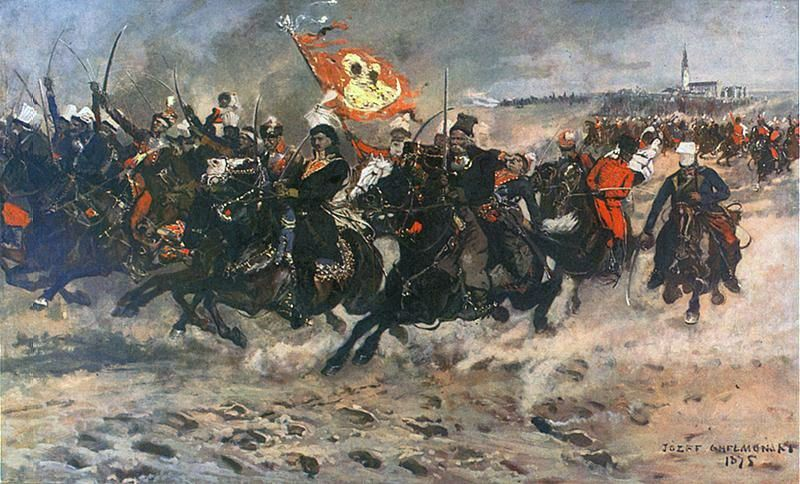
Kazimierz Pułaski bei Częstochowa, Gemälde von Józef Chełmoński

Zwischen 1367 und 1372 rief Herzog Władysław II. als Statthalter des ungarischen Königs Ludwig I. ungarische Paulinermönche ins Königreich Polen. Diese benannten den 293 m hohen hellen Berg in Anlehnung an ihr Stammkloster auf dem hellen Berg in Buda einfach polnisch Jasna Góra.
Im Jahre 1382 übergab der Prinz in Częstochowa dem polnischen Reich eine kleine Kirche, die der Gottesmutter Maria geweiht war, und brachte aus der ukrainischen Stadt Bels das Gnadenbild der Schwarzen Madonna mit. Der wachsende Ruhm dieses Bildes bewirkte, dass Jasna Góra Ziel vieler Wallfahrer wurde, die zahlreiche und wertvolle Votivgaben spendeten.
1430 wurde das Kloster überfallen und das Marienbild schwer beschädigt. Das Bild sollte in Krakau am Hof des Königs Władysław II. Jagiełło restauriert werden, was aber nicht recht gelang, da die Maler versuchten Temperafarben auf einem Bild der Enkaustik anzuwenden. Daher wurde das Wachs entfernt und eine möglichst getreue Kopie des Bildes geschaffen. Die Spuren der Schwerthiebe wurden zur Erinnerung nachgeritzt. Die Schändung und „Restaurierung“ des Bildes steigerte die Berühmtheit des Wallfahrtsortes.
1621 begann der polnische König Władysław IV. Wasa mit dem Bau von Verteidigungsanlagen um den Klosterkomplex. Das Heiligtum wurde eine „Festung Mariens“ („fortalitium marianum“).

### Belagerung während der schwedischen Invasion in Polen-Litauen 1655
Im Winter 1655 überstand Jasna Góra im Zweiten Nordischen Krieg eine mehr als einmonatige Belagerung durch über 2000 schwedische Soldaten (siehe Belagerung von Jasna Góra). Diesen standen nur etwa 260 Verteidiger unter Leitung des Priors Pater Augustin Kordecki gegenüber. Dennoch zogen sich die Schweden nach 40 Tagen zurück, da sie nicht über die nötige Belagerungsartillerie verfügten. Dieser Sieg wurde dem Schutz der Muttergottes zugerechnet. Nach dem Ereignis erhob sich der polnische Adel, der die Schweden zuvor unterstützt hatte, zum Kampf gegen die schwedischen Eindringlinge. Dennoch riss die Kette von Niederlagen zunächst nicht ab, die Kriegswende gelang erst durch ein Bündnis mit dem muslimischen Krim-Khan und seinen tatarischen Hilfstruppen. Die Invasion wird seit dem 19. Jahrhundert in der nationalpolnischen Geschichtsschreibung auch als „schwedische Sintflut“ bezeichnet.
1656 legte der polnische König Johann II. Kasimir im Dom von Lemberg ein feierliches Gelöbnis ab und stellte alle Länder seines Königreiches unter den Schutz der Muttergottes. Jasna Góra wurde damit zum Symbol religiöser und politischer Freiheit für alle Polen. Besonders während der späteren Teilungen Polens war Jasna Góra ein einigendes Symbol für die zerrissene Nation.

### Schlacht während der Lubomirski-Rebellion 1665
Während der Lubomirski-Rebellion kam es in Jasna Góra 1665 zur Schlacht.

### Belagerung während der II. schwedischen Invasion 1702–1709
Während des Dritten Nordischen Krieges wurde Jasna Góra wieder Schauplatz einer schwedischen Invasion. Dieses Mal war Kommandant der Festung der Prior des Paulinerklosters Euzebiusz Najman. Vom 13. bis 15. August 1702 marschierten ca. 9.000 schwedische Soldaten unter dem Kommando General Nils Gyllenstierna (1648–1720) von Szczecin nach Kraków und versuchten erneut, die Festung einzunehmen. Anfang Januar 1704 weigerte sich der neue Prior Jasna Góras Innocenty Piskorski gegenüber General Rehnskölda, die Festung den Schweden zu übergeben.

### Die Krönung des Bildes
Bis zum Jahre 1770 war Jasna Góra kein Ort blutiger Kampfeinsätze. Kraft des Gesetzes vom Jahre 1716 durch Papst Clemens XI. vollzog Bischof Christoph Andreas Johann Szembek am 8. September 1717 die Krönung der Schwarzen Madonna. Das war die zweite Krönungszeremonie eines Gnadenbildes auf die polnische Nation (die erste gab es 1651 in dem Warschauer Kościół Ojców Pijarów). Historikern zufolge wurde die Krönungszeremonie zusammen mit 200.000 Gläubigen vor Ort vollzogen.

### Belagerung während der Konföderation von Bar
In der Zeit vom 10. September 1770 bis 18. August 1772 hat die Konföderation von Bar unter der Leitung von Kazimierz Pułaski das Kloster erfolgreich gegen die Russen verteidigt. Als sie im August 1772 jedoch zusammenbrach und Polen-Litauens letzter König Stanisław August Poniatowski die Kapitulation Jasna Góras, der letzten polnischen Festung ankündigte, fiel das Kloster in russische Hände. Alois Friedrich von Brühl erschuf das Korps der Ingenieure, das 1783 teilweise die Festung wieder aufbaute.

### Unter russischer Herrschaft nach 1798
Der Zeitraum unter der Herrschaft des Russischen Kaiserreichs war eine Zeit, in der sich die Unterdrückung des Klosters verschlimmerte: Die Zahl der Mönche wurde beschränkt und Ländereien des Klosters wurden beschlagnahmt. Bei einem spektakulären Juwelendiebstahl am 24. Oktober 1909 wurde neben großen Mengen Schmucks auch die Krone der Jungfrau Maria gestohlen. Das Pułaski-Gemälde selbst blieb unbeschädigt. Papst Pius X. bot dem Kloster die Stiftung einer Ersatzkrone aus Mitteln des Heiligen Stuhls an. Am 22. Mai 1910 wurde daraufhin die Krönung des Bildes mit der sogenannten Milleniums-Krone erneuert. Neben der Krone erhielt das Gemälde auch eine neue Korallenumkränzung. Im Ersten Weltkrieg war das Kloster Jasna Góra vom 26. April 1915 bis zum 4. November 1918 von den Truppen Österreich-Ungarns besetzt, die dem Kult weniger ablehnend gegenüberstanden als die Russen.

### Während der II. Polnischen Republik 1920–1939
Die Zwischenkriegszeit stand unter dem Zeichen der Reform dieses Klosters und der Restaurierung der Schwarzen Madonna (1920).

### Während des Zweiten Weltkrieges 1939–1945
In den ersten Tagen des Krieges gab es in der polnischen Presse den Bericht, dass die Luftwaffe das Kloster angegriffen habe. Diese Information stellte sich jedoch als falsch heraus. Während des Zweiten Weltkrieges wurden einige Klosterzimmer von deutschen Truppen besetzt, und zwar vom 3. September 1939 bis zum 16. Januar 1945. Die Ikone des Hauptaltars wurde durch eine Kopie ersetzt und das Original in der Klosterbibliothek versteckt. Jasna Góra war in dieser Zeit Zufluchtsort für Partisanen, aber auch Juden.

### In der Volksrepublik
Am 26. August 1956 wurde in Jasna Góra mit ca. 1.000.000 Katholiken erstmals das von Stefan Wyszyński verfasste Jasnogórskie Śluby Narodu Polskiego (Jasnogórskische Gelübde an die Polnische Nation) gebetet zu dessen Freilassung aus dem Gefängnis.
Johannes Paul II., der vor seiner Papstwahl selbst in Tschenstochau gelebt hatte, besuchte Jasna Góra im Laufe seines Pontifikats insgesamt sechsmal. Sein erster Besuch im Jahr 1979 war der erste Besuch eines Papstes in der Klosterfestung überhaupt und wurde als ein Politikum mit hoher symbolischer Sprengkraft wahrgenommen. Die Regierung untersagte dem Papst den Besuch weiterer Wallfahrtsorte in Polen, woraufhin er sich entschloss, drei Tage (vom 4. bis 6. Juni) in Tschenstochau zu bleiben und dort die Abordnungen aus anderen Regionen des Landes zu empfangen. Bei seinen späteren Polenreisen 1983 und 1987 besuchte er die Wallfahrtsfestung erneut.

### Nach 1989

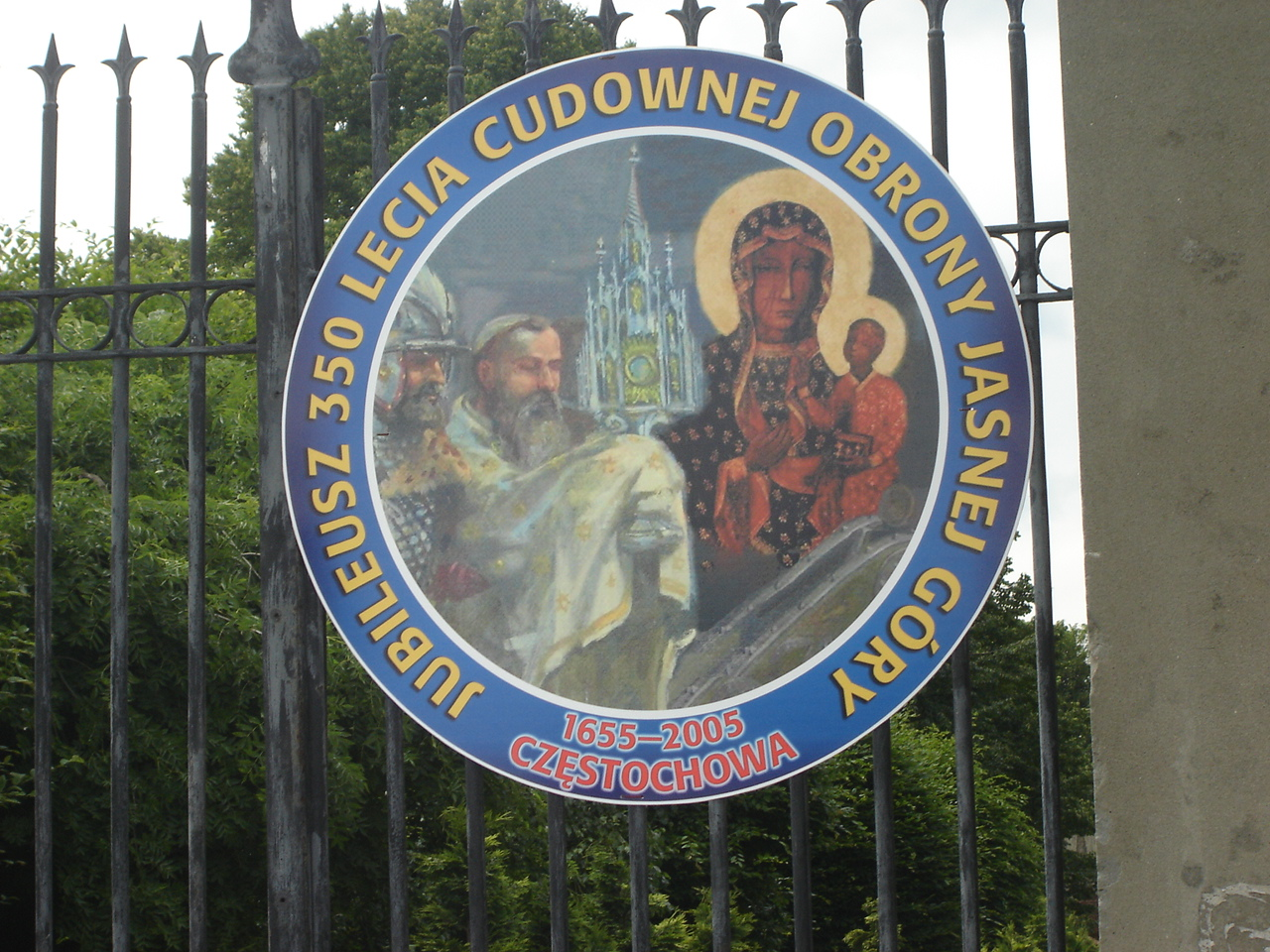
Logo des 350. Jubiläums der Klosterverteidigung

Johannes Paul II. besuchte das Heiligtum auch nach dem Fall des kommunistischen Regimes wieder, zunächst 1991 anlässlich des VI. Weltjugendtages, dann nochmals in den Jahren 1997 und 1999.
Im Jahr 2005 wurde das 350. Jubiläum der Verteidigung von Jasna Góra gefeiert. Aus diesem Grund wurde u. a. organisiert:
- am 3. Mai ein Schlacht-Schauspiel, durchgeführt von der Bractwo Kurkowe Grodu Jelcz-Laskowice
- am 11. September ein großes Jubiläumskonzert, eine Aufführung des Częstochowska Victoria unter Mitwirkung des Polnischen Fernsehens, in der u. a. mitwirkten: Krystyna Feldman, Anna Seniuk, Daniel Olbrychski, Maciej Kozłowski, Paweł Kukiz, Natalia Kukulska, Arka Noego sowie Darsteller des Adam-Mickiewicz-Theaters Częstochowa

Im Jahr 2006 besuchte auch Papst Benedikt XVI. Jasna Góra. Bei der Polenreise von Papst Franziskus im Sommer 2016 zum Weltjugendtag in Krakau, die wegen seiner Appelle zu einer offeneren Haltung gegenüber Flüchtlingen in Polen kontrovers aufgenommen wurde, fand ebenfalls ein Besuch der Wallfahrtsstätte in Tschenstochau statt.
Der polnische Staatspräsident Andrzej Duda besuchte nach seinem knappen Wahlsieg bei den Präsidentschaftswahlen 2020 am 14. Juli 2020 das Heiligtum Unserer Lieben Frau von Tschenstochau im Kloster Jasna Góra, dankte für seine Wiederwahl und betete für sein Land.

## Festung Mariens auf dem Jasna Góra

Marienfestung auf dem Jasna Góra

A: Lubomirski-Tor/Eingang vom Parkplatz; 

B: Tor der Matka Boska Królowa Polska; 

C: Tor der Matka Boska Bolesna; 

D: Jagiellonen-Tor; 

E: Mariensaal; 

F: Königliche Bastion; 

G: Pater Augustin Kordecki-Denkmal; 

H: Schatzkammer; 

I: Altar der Basilika Mariä Himmelfahrt mit dem Gnadenbild der Schwarzen Madonna;

J: Dreifaltigkeits-Bastion; 

K: Johannes Paul II.-Denkmal; 

L: Morsztyn-Bastion; 

M: Johannes-Paul-II.-Tor/Eingang vom Parkplatz; 

N: Bastion der Heiligen Barbara; 

O: Musikantenhaus; 

P: Abendmahlssaal; 

R: Garten; 

S: Jabłonowski-Kapelle (Kapelle des Herzens des Herrn Jesus); 

T: Dönhoff-Kapelle; 

U: Eingang zum Turm; 

V: Kapelle des Heiligen Antonius; 

W: Königliche Gemächer; 

X: Basilika Mariä Himmelfahrt und der Wiederauffindung des Hl. Kreuzes;

Y: Sakristei; 

Z: Kapelle der Anbetung des Heiligsten Sakraments (über der Kapelle der Schwarzen Madonna); 

a: Rittersaal; 

b: Klostergarten; 

c: Refektorium und Bibliothek; 

d, e: Kloster; 

f: Wasserspeicher; 

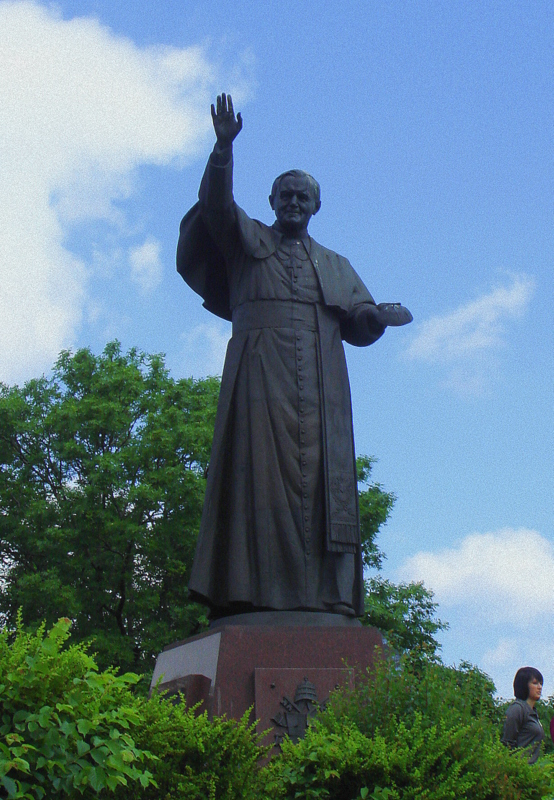
Statue Papst Johannes Pauls II.

g: Museum des 600-jährigen Jubiläums; 

h: Arsenal mit Radio Jasna Góra; 

i: Wirtschaftshof; 

j: Haupthof; 

k: Kardinal Stefan-Wyszyński-Denkmal.
Eine Statue Papst Johannes Pauls II. erbaute man ihm zu Ehren.
Die Festung erstreckt sich auf einem ca. 5 Hektar großen Areal. Der befestigte Teil der Anlage – vom 15. Jahrhundert (im Bild violett) bis zum 20. Jahrhundert errichtet – ist im Norden, Westen und Südwesten von einem Park umgeben.
Im Süden befindet sich der repräsentative Haupteingang und im Osten eine große Freifläche für Massenveranstaltungen.
Im Westen befindet sich das Pilgerzentrum mit Unterkünften und Restaurants sowie Parkplätzen.
Der Klosterturm der Festung Mariens ist mit seiner Höhe von 106 m bereits aus etlichen Kilometern Entfernung zu erblicken. Er dient als Glockenturm, aber auch als Antennenträger für die Radiostation der Festung Mariens.

## Basilika
Seit dem Jahre 1906 trägt die Kirche den Rang einer Basilika. Vorher trug sie den Namen Kirche des Hl. Kreuzes und der Heimsuchung der Gottesmutter. Sie besteht in ihrer heutigen Form seit Anfang des 18. Jahrhunderts, als sie nach dem Brand von 1690 als dreischiffige Basilika im Barockstil wiedererbaut wurde.

## Orgel

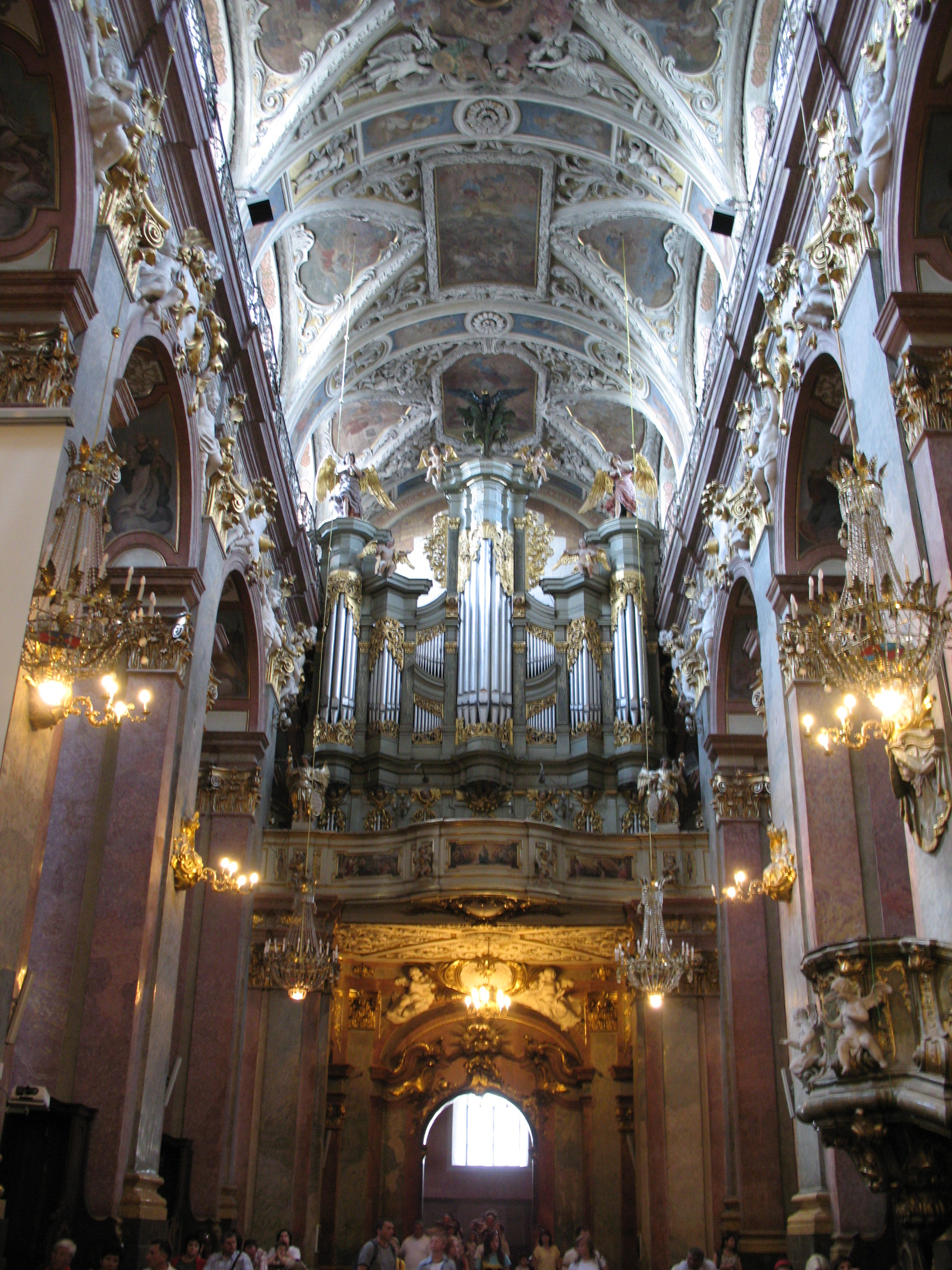
Blick auf die große Basilikaorgel

Die Orgel wurde im Jahr 1956 von dem Orgelbauer Stefan Truszczyński
aus Warschau  neu erbaut.
In den Jahren 1721 bis 1725 hatte Adam Horatio Casparini eine Orgel gebaut, die vor 1914 von der Orgelbaufirma Rieger auseinandergenommen wurde, mit dem Ziel eines Neubaus, der jedoch nie erfolgte. 1914 baute Dominik Biernacki ein 13-stimmiges Instrument, das sich heute in der Paulinerkirche in Warschau befindet.
Für den Neubau der Orgel im Jahr 1956 wurden Teile der Orgel der Jahrhunderthalle in Breslau verwendet.
Das Instrument hat heute 85 Register (und 4 transmittierte Register im Pedal) auf vier Manualwerken und Pedal. Die Spiel- und Registertrakturen sind elektropneumatisch. Die Orgel ist mit einer zweiten Orgel zusammen spielbar, mit insgesamt 105 Registern.
Die Disposition der Hauptorgel mit 85 Registern ist
| I Hauptwerk C–c4 |       |
| Principal        | 16′   |
| Nachthorn        | 16′   |
| Principal        | 8′    |
| Holzflöte        | 8′    |
| Bourdon          | 8′    |
| Violflöte        | 8′    |
| Dulziana         | 8′    |
| Octave           | 4′    |
| Kupferflöte      | 4′    |
| Quinte           | 2 ⁄3′ |
| Principal        | 2′    |
| Kornet III-V     |       |
| Mixtur V-VII     |       |
| Rauschquinte II  |       |
| Rankett          | 16′   |
| Tuba mirabilis   | 8′    |
| Trompete         | 16′   |
| Glocken          |       |

| II. Manualwerk C–c4 |        |
| Ital.Principal      | 8′     |
| Quintadena          | 8′     |
| Gedact              | 8′     |
| Nachthorn           | 8′     |
| Aeoline             | 8′     |
| Praestant           | 4′     |
| Rohrflöte           | 4′     |
| Schwegel            | 2′     |
| Doublette           | 2′     |
| Quinte              | 1 ⁄3′  |
| Terz                | 1 3⁄5′ |
| Cymbel III          |        |
| Mixtur III-IV       |        |
| Krummhorn           | 8′     |
| Klarine             | 4′     |
| Cymbelregal         | 8′     |
| Tremolo             |        |

| III. Manualwerk C–c4 |       |
| Lieblich Gedact      | 16′   |
| Principal            | 8′    |
| Salicet              | 8′    |
| Rohrflöte            | 8′    |
| Viola Gamba          | 8′    |
| Octave               | 4′    |
| Blockflöte           | 4′    |
| Gemsquinte           | 2 ⁄3′ |
| Waldflöte            | 2′    |
| Principal            | 2′    |
| Sifflöte             | 1′    |
| Tertian II           |       |
| Scharf IV-V          |       |
| Oboe                 | 8′    |
| Klarinette           | 8′    |
| Harfenregal          | 4′    |
| Tremolo              |       |

| IV. Manualwerk C–c4 |       |
| Bourdon             | 16′   |
| Principalflöte      | 8′    |
| Gemshorn            | 8′    |
| Gedactpommer        | 8′    |
| Viola               | 8′    |
| Vox coelestis       | 8′    |
| Konzertflöte        | 4′    |
| Querflöte           | 4′    |
| Flöte               | 4′    |
| Piccolo             | 2′    |
| Sifflöte            | 1′    |
| Nasat               | 1 ⁄3′ |
| Sesquialtera II     |       |
| Octavcymbel IV      |       |
| Dulzian             | 16′   |
| Vox humana          | 8′    |
| Schalmei            | 4′    |
| Tremolo             |       |

| Pedalwerk C–g1          |         |
| Principalbass           | 32′     |
| Subbas                  | 16′     |
| Principalbass           | 16′     |
| Violonbass              | 16′     |
| Salicetbass             | 16′     |
| Quintbass               | 10 2⁄3′ |
| Octavbass               | 8′      |
| Flötenbass              | 8′      |
| Principalbass           | 8′      |
| Quintbass               | 5 1⁄3′  |
| Choralbass              | 4′      |
| Gedact                  | 4′      |
| Flöte                   | 2′      |
| Mixtur IV               |         |
| Bombarde                | 16′     |
| Posaune                 | 16′     |
| Trompete                | 8′      |
| Regal                   | 8′      |
| Singend Kornett         | 2′      |
| Bourdon (aus IV)        | 16′     |
| Principalflöte (aus IV) | 8′      |
| Konzertflöte (aus IV)   | 4′      |
| Dulzian (aus IV)        | 16′     |
| Glocken                 |         |

- Koppeln: II/I, III/I; IV/I, III/II, IV/II, IV/III, I/P, II/P, III/P, IV/P

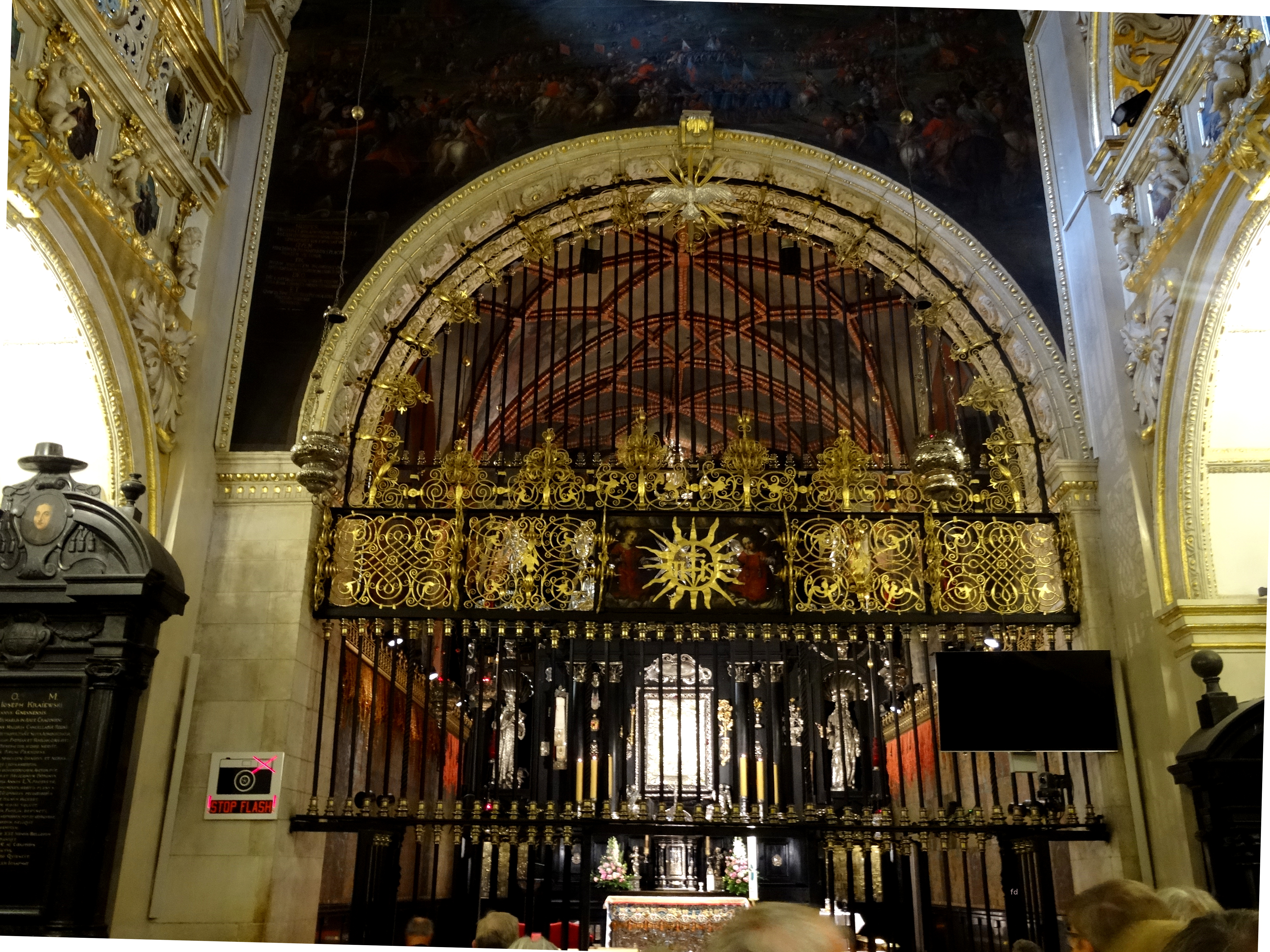
Eingang zur Kapelle der Schwarzen Madonna

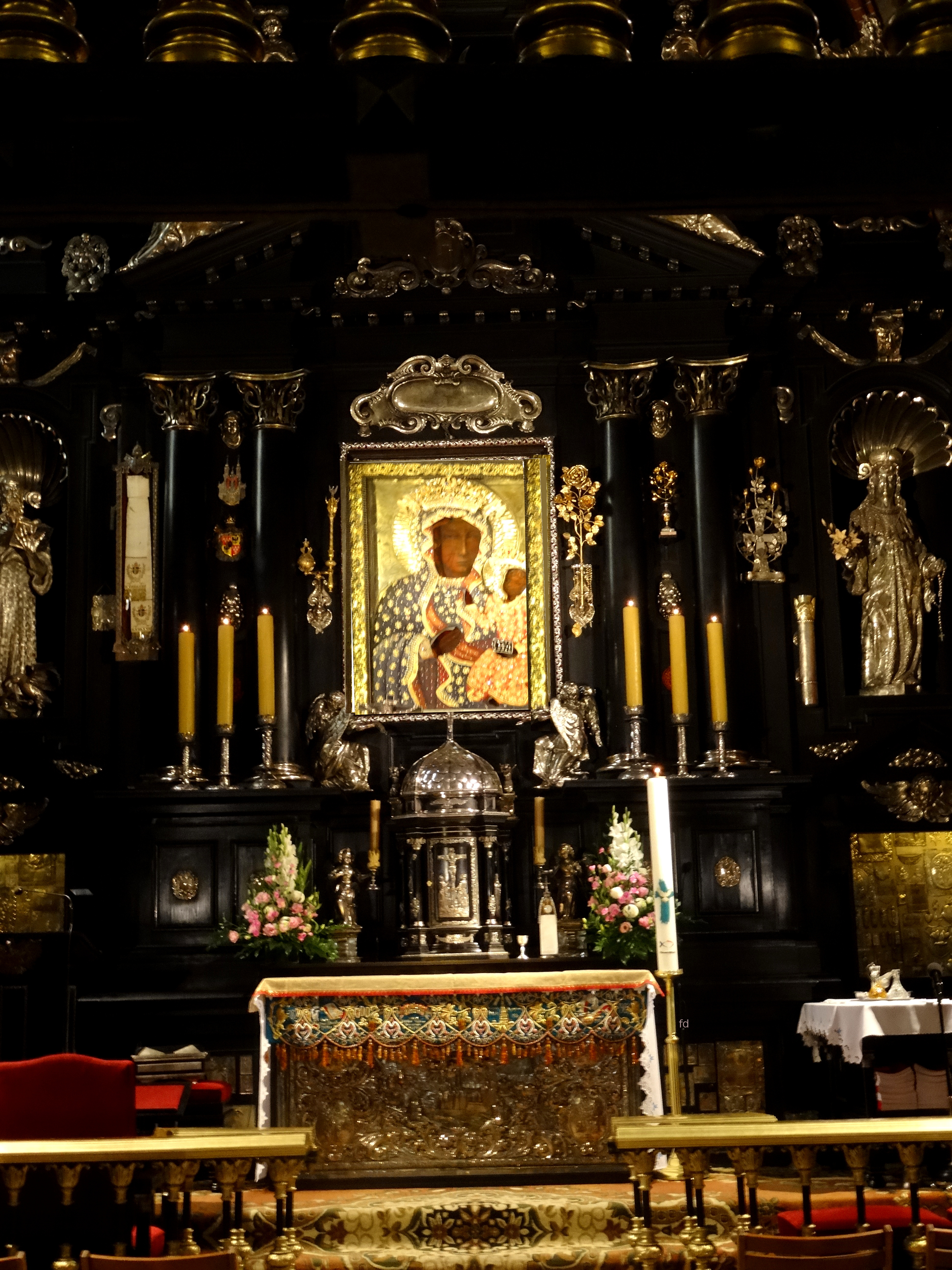
Altar mit Gnadenbild

## Kapelle der Schwarzen Madonna
Die Kapelle Unserer Lieben Frau von Tschenstochau, die auch Kaplica Cudownego Obrazu („Kapelle des Gnadenbildes“) genannt wird und in der sich das Gnadenbild der Schwarzen Muttergottes befindet, liegt nördlich der Basilika am östlichen Rand der Festung. Ihr ist ein eigener Innenhof vorgelagert.

## Klosterbibliothek

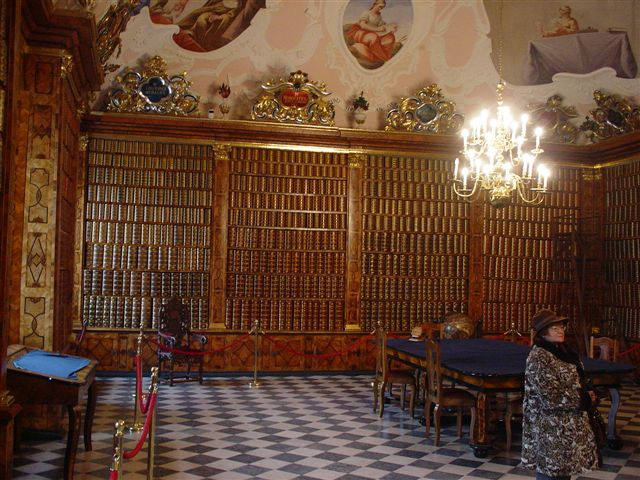
Bibliothek, Kloster Jasna Góra

Der Saal, an dessen Ort sich heute die Klosterbibliothek befindet, ist der zweite Ort, an dem die Büchersammlung von Jasna Góra aufbewahrt wird. Zuvor befand sie sich in den unteren Etagen des Klosterturms (jetzt: Kaplica Pamięci Narodu).

## Radio Jasna Góra
Der katholische Radiosender des Marienwallfahrtsortes Radio Jasna Góra sendet seit dem 25. März 1995 täglich mit Unterbrechungen auf der UKW-Frequenz 100,6 MHz. Übertragen werden u. a. die Heiligen Messen aus der Basilika.

## Statistik
Nach Angaben des Pressebüros von Jasna Góra kamen 2004 rund 3,5 Millionen Pilger und Besucher aus 66 verschiedenen Staaten ins Heiligtum. Darunter auch 139 Kardinäle, Erzbischöfe und Bischöfe aus 29 verschiedenen Staaten, sowie 11.976 Priester mit 69 verschiedenen Nationalitäten. Die Heilige Kommunion wurde 1.920.000 mal ausgegeben.

## Ritter von Jasna Góra, Tschenstochau
Nach einer erfolglosen 40-tägigen Belagerung durch den Schwedenkönig Karl X. Gustav übergab Papst Urban VIII. am 5. Juli 1634 an König Władysław IV. Wasa die Satzungsurkunde für den vermutlich im 15. Jahrhundert entstandenen Ritterorden der Gottesmutter, den ORDO EQUESTRIS IMMACULATAE DEIPARAE VIRGINIS (Orden der Ritter der unbefleckten Gottesgebärerin). Dem 1991 wiederbelebten und 1998 kirchenrechtlich anerkannten Ritterorden der Madonna von Jasna Góra, Tschenstochau dürfen lediglich 72 Personen angehören. Am 23. Oktober 1998 übernahm Papst Johannes Paul II. persönlich die Schirmherrschaft für den Orden. In der Marienfrömmigkeit des Papstes nahm Jasna Góra bereits zuvor einen prominenten Platz ein und war ihm ein eigenes Kapitel neben der Marienikone in der Pfarrkirche seines Geburtsortes Wadowice und der Wallfahrtstradition von Kalwaria Zebrzydowska. Hervorhebung erfuhr der Bezugspunkt für die polnische Nation.

## Verweise